# Мерод, Клео де
Клео де Мерод (фр. Cléo de Mérode, полное имя Клеопатра Диана де Мерод, англ. Cléopatra Diane de Mérode; 27 сентября 1875, Париж — 11 октября 1966, там же) — французская танцовщица, звезда так называемого периода «Прекрасной эпохи» во Франции и других странах Западной Европы.

## Биография
Клео де Мерод родилась в Париже, Франция, 27 сентября 1875 года в 7  часов вечера.  Она была незаконнорожденной  дочерью венской баронессы Винсентии Марии Сесилии Катарины де Мерод (1850–1899)  от Теодора Христоманноса, австро-венгерского юриста греческого происхождения.

Окончила балетную школу при Национальной опере в Париже. Выступала на сцене с 11 лет. На Парижской Всемирной выставке 1900 показала «камбоджийские танцы». Танцевала в Фоли-Бержер. Выступала в Гамбурге, Берлине, Санкт-Петербурге, Будапеште, Нью-Йорке. Отличалась редкой красотой, сделавшей её любимой моделью многих художников, скульпторов и фотографов эпохи. Жила в Париже, в одной квартире с матерью, занимавшейся её карьерой. 
Её писали Дега, Тулуз-Лотрек, Больдини, Фридрих Август фон Каульбах, Франц фон Ленбах, фотографировали Леопольд Ройтлингер, Феликс Надар и его сын Поль, почтовые открытки с её изображениями были чрезвычайно популярны в конце XIX — начале XX вв. Журнал «Иллюстрасьон» избрал её в 1896 году царицей красоты из 130 современных красавиц.
Скандал в обществе вызвала представленная в Парижском салоне в 1896 году скульптура Александра Фальгьера (1831—1900) «Танцовщица», для которой позировала Клео: хотя она настаивала, что портретной в этой обнажённой скульптуре из белого мрамора была лишь её голова, многие современники считали, что автор использовал муляж тела танцовщицы (это мнение разделял, в частности, Гоген).
Среди многочисленных поклонников Клео де Мерод был бельгийский король Леопольд II, о чём рассказано в мемуарах танцовщицы (посвящённые в эту историю парижане за глаза дразнили короля Клеопольдом)..
Закончила балетную карьеру в 1925 году, переехала в Биарриц и открыла танцевальную школу. Клео де Мерод никогда не была замужем и не имела детей. В последние годы жизни писала мемуары. Похоронена на кладбище Пер-Лашез.

## Мемуары
- Le Ballet de ma vie. Paris: Pierre Horay, 1955 (переизд. 1985)

## Кино
- В 1926 Клео де Мерод появилась в немецком кинофильме Frauen der Leidenschaft[англ.] в исполнении актрисы Ферн Андра.
- Отношения Густава Климта и де Мерод стали позднее сюжетом фильма Рауля Руиса «Климт», в главных ролях Джон Малкович и Саффрон Берроуз). В действительности она и Климт никогда не встречались и не имели романа, также Клео не была одной из его художественных моделей или муз[14].